# Chen Szu-yuan
Chen Szu-yuan, chinesisch 陳詩園 / 陈诗园, Pinyin Chén Shīyuán, (* 7. Februar 1981) ist ein Bogenschütze aus Taiwan. Sein größter Erfolg waren jeweils eine Silbermedaille mit der Mannschaft bei den Olympischen Sommerspielen 2004 in Athen und den Asienspielen 2006 in Doha.

## Karriere
Chen Szu-yuan tritt als Bogenschütze für die unter dem Namen “Chinesisch Taipeh” geführte Republik China (Taiwan) bei internationalen Wettkämpfen an. Bei den Olympischen Sommerspielen 2004 in Athen wurde Chen im Einzel Siebter, nachdem er im Viertelfinale dem Briten Laurence Godfrey mit 108 zu 110 unterlag. Mit der Mannschaft unterlag er im Finale Südkorea und konnte somit die Silbermedaille gewinnen. 2006 gewann Chen Szu-yuan bei den Asienspielen in Doha wieder Silber mit der Mannschaft. Er gehörte zum Kader Chinesisch-Taipehs bei den Olympischen Sommerspielen 2008 in Peking. Dort startet er mit der Mannschaft und im Einzel. Die Platzierungsrunde des Einzelwettbewerbs absolvierte Chen Szu-yuan mit Platz 38. In der Runde der 32 traf er auf den Malayen Muhammad Marbawi und besiegte ihn mit 107:106. In der nächsten Runde unterlag er mit 101:109 dem Russen Balschinima Zyrempilow. Mit der Mannschaft schied er gegen die Ukraine aus.